# زدکی-۹۳۴۲۶
زدکی-۹۳۴۲۶ (به انگلیسی: ZK-93426) با فرمول شیمیایی C۱۸H۲۰N۲O۳ یک ترکیب شیمیایی با شناسه پاب‌کم ۱۱۵۲۱۰ است. که جرم مولی آن ۳۱۴٫۳۳۶ g/mol می‌باشد.